# Estação Cuauhtémoc (Metrô da Cidade do México)
A Estação Cuauhtémoc é uma das estações do Metrô da Cidade do México, situada na Cidade do México, entre a Estação Balderas e a Estação Insurgentes. Administrada pelo Sistema de Transporte Colectivo, faz parte da Linha 1.
Foi inaugurada em 4 de setembro de 1969. Localiza-se no cruzamento da Avenida Chapultepec com a Rua Abraham González. Atende os bairros Juárez e Roma Norte, situados na demarcação territorial de Cuauhtémoc. A estação registrou um movimento de 8.512.525 passageiros em 2016.
A estação recebeu esse nome por estar situada na demarcação territorial de Cuauhtémoc. A demarcação possui esse nome por homenagear Cuauhtémoc, que foi o último Tlatoani asteca de Tenochtitlán. Ele assumiu a gestão da cidade em 1520, um ano antes da captura de Tenochtitlán por Hernán Cortés e suas tropas. O nome Cuauhtémoc é derivado dos vocábulos náuatles Cuauhtli e temoc, que combinados significam ataque da águia, podendo também ser interpretado como sol se pondo.
Após obras de remodelação iniciadas em 2022, a estação foi reaberta em 23 de abril de 2025.